# Sublime (Dardust)
Sublime è un singolo del musicista italiano Dardust, pubblicato il 29 novembre 2019 come secondo estratto dal quarto album in studio S.A.D. Storm and Drugs.

## Descrizione
Il titolo scelto dall'artista per il brano rappresenta il duplice sentimento riguardo ai scenari della vita che si affrontano nella vita, che possono essere sia spaventosi che interessanti a livello positvo, dando una sensazione di estasi. Andando più a fondo nel concetto, Dardust ha rivelato che nel 2018 si è trovato di fronte a un periodo negativo della sua vita, recandosi a Edimburgo al fine di ricercare una sorta di estasi creativa e per cambiare se stesso.

## Video musicale
Il video, diffuso il 13 dicembre dello stesso anno, è stato diretto da Attilio Cusani e rappresenta un omaggio al film Trainspotting di Danny Boyle, narrando in parallelo la nascita, lo sviluppo e la distruzione di una storia tra due ragazzi con altre scene in cui Dardust esegue il brano.

## Tracce
1. Sublime – 3:45

## Formazione
Hanno partecipato alle registrazioni, secondo le note di copertina di S.A.D. Storm and Drugs:
Musicisti
- Dardust – arrangiamento, pianoforte, programmazione, elettronica, arrangiamento strumenti ad arco e ottoni
- Vanni Casagrande – programmazione aggiuntiva
- Carlo Emanuele Patti – arrangiamento strumenti ad arco e ottoni, primo violino, viola
- Isabel Gallego – secondo violino
- Andrea Anzalone – violoncello
- Fabio Longo – contrabbasso
- Andrea Baroldi – tromba, flicorno soprano
- Alessio Nava – trombone, trombone basso

Produzione
- Dardust – produzione, missaggio, registrazione
- Nacor Fischetti – missaggio
- Giovanni Versari – mastering
- Vanni Casagrande – produzione aggiuntiva
- Giordano Colombo – registrazione pianoforte
- Carlo Emanuele Patti – registrazione strumenti ad arco e ottoni